# Jaroslava Strejčková
Jaroslava Strejčková (zvaná též Vendulka Strejčková, 23. února 1924 Hradec Králové - 29. října 2005 Praha) byla česká divadelní dramaturgyně a rozhlasová režisérka.

## Život
PhDr. Jaroslava Strejčková se narodila jako Jaroslava Stejskalová v Hradci Králové 23. února 1924. Střední školu absolvovala v Hradci Králové. V roce 1943 hrála v souboru Horáckého divadla v Jihlavě. Po jeho zrušení nacisty byla totálně nasazena ve Škodových závodech v Plzni. Po válce studovala divadelní vědu na Filosofické fakultě Univerzity Karlovy, studia ukončila v roce 1951. V letech 1951–1953 byla dramaturgyní Divadla S. K. Neumanna v Praze-Libni. Od roku 1954 až do odchodu do důchodu na konci roku 1983 působila jako dramaturgyně v oddělení rozhlasových her v redakci literárně-dramatického vysílání Československého rozhlasu.Pro českou rozhlasovou hru byla klíčovou osobností. Zlomovou inscenací byla v roce 1958 dramatizace románu Válka s Mloky od Karla Čapka v režii Jiřího Hořčičky. České rozhlasové dramatizace byly přebírány do zahraničí a naopak zahraniční díla byla hrána v českém rozhlase. Její spontánní vypravěčský talent ji zařadil i mezi účastníky pořadu Sedmilháři, kde vyprávěli významné osobnosti svá vyznání a vyprávění. V období normalizace se v její dramaturgii vysílal dlouhodobě seriál Jak se máte Vondrovi. Podílela se na řadě adaptací klasických divadelních textů a dramatizací literárních předloh, mezi nimiž vynikala vícedílná adaptace Tolstého Vojny a míru (1978) a Šolochovova Tichého Donu (1982). Od roku 1982 několik let jako externí pedagog přednášela na DAMU. S rozhlasem, ovšem jen v Hradci Králové, spolupracovala i po odchodu do důchodu. Pro zájemce vedla v tomto studiu i semináře o praktické dramaturgii. Výrazně se angažovala ve vzniku občanského sdružení Svaz rozhlasových tvůrců v roce 1990. Jejím manželem byl divadelní režisér Jan Strejček. Zemřela 29. října 2005 v Praze.

### Ocenění
- 1966 Nejvyšší ceny v mezinárodní soutěži Prix Italia za hry Ludvíka Aškenazyho Bylo to na váš účet a M. Stehlíka Linka důvěry[3]

## Dílo

### Rozhlasové hry[2]
- 1962 Jean Racine: Faidra
- 1970 Titus Maccius Plautus: Lišák Pseudolus
- 1972 Nikolaj Vasiljevič Gogol: Revizor, Československý rozhlas. Překlad: Bohumil Mathesius, rozhlasová úprava: Kristián Suda, dramaturgie: Jaroslava Strejčková, hudba Josef Pech, režie Jiří Horčička. Osoby a obsazení: Chlestakov (Václav Postránecký), policejní direktor (Martin Růžek), jeho žena (Jarmila Krulišová), jeho dcera (Růžena Merunková), školní inspektor (Václav Vydra), Zemljanika (Čestmír Řanda), sudí (Eduard Dubský), poštmistr (Oldřich Musil), Dobčinský (Zdeněk Dítě), Bobčinský (Vladimír Hlavatý), inspektor (Josef Patočka), strážník Děržimorda (Svatopluk Skládal), sluha Osip (Bohumil Bezouška), Miška (Ladislav Kazda) a další. Nahrávka vyšla rovněž na CD.[4]
- 1977 Alexandre Dumas: Dáma s kaméliemi
- 1979 Johann Wolfgang Goethe: Urfaust, překlad: Jaroslav Bílý, rozhlasová úprava a dramaturgie: Jaroslava Strejčková, režie: Josef Melč, hráli Faust (Eduard Cupák), Mefistofeles (Rudolf Hrušínský), Markétka (Klára Jerneková), Marta (Dana Medřická), Duch země (Rudolf Pellar), Wagner (Jiří Pleskot), Žák (Vítězslav Jandák), Frosch (Jan Faltýnek), Alten (Jaroslav Cmíral), Brander (Ivo Gübel), Siebel (Vladimír Hrubý), Valentin (Viktor Preiss), Líza (Daniela Hlaváčová) a kolovrátkář (Jiří Bruder)[5] Vladimír Just však upozorňuje: „je … už čtyřicet let tradovaným nesmyslem, když se u nás pod matoucím názvem Urfaust znovu a znovu vydává, nahrává a mediálně prezentuje Faustův příběh, naposledy v Radioservisu v roce 2013, i s touto [tj. scénou kontraktu s ďáblem] a mnoha dalšími scénami z ‚velkého‘ Fausta, většinou v překladu a úpravě Jaroslava Bílého.“ [6]
- 1980 Edgar Dutka: Dobře rozšlápnuté boty
- 1982 Molière: Zdravý nemocný
- 1975 Robert Merle: Až delfín promluví
- 1981 Arthur Hailey: Let do nebezpečí
- 1984 Geoffrey Chaucer: Canterburské povídky
- Georges Simenon: detektivní příběhy komisaře Maigreta (celkem 13 příběhů),
- 1993 Vercors: Nepřirozená zvířata
- 1996 Alexandre Dumas: Tři mušketýři
- 2000 Robert Graves: Já, Claudius

### Záznamy na CD
- 1957 Marie Kubátová: Jak přišla basa do nebe : Podkrkonošská báchorka o 5 obrazech, rozhlasová úprava Jaroslava Strejčková, Praha : ČDLJ, 1957
- 1999 Arthur Conan Doyle: Povídky Sherlocka Holmese, Praha : Český rozhlas
- 2003 Karel Čapek: Válka s Mloky, rozhlasová dramatizace Jaroslava Strejčková, Praha : Radioservis
- 2003 Arthur Hailey: Let do nebezpečí úprava: John Castle, Praha : Levné knihy KMa
- 2005 Georges Simenon: Maigret chystá léčku, Praha : Radioservis
- 2007 Robert Graves: Já, Claudius, Praha : Radioservis
- 2008 Lev Nikolajevič Tolstoj: Vojna a mír, Praha : Radioservis : Český rozhlas, nahráno 1978
- 2013 Johann Wolfgang Goethe: Urfaust, Praha : Radioservis, nahráno 1979